# Козельці звичайні
{{#ifeq:0|0|{{#if:|{{#if:Tragopogondubius|[[]}}|}}}}
Козе́льці звича́йні (Tragopogon dubius) — вид рослин з родини айстрових (Asteraceae), поширений у Європі, західній Азії.

## Опис
Дворічна трав'яниста рослина 40–80(100) см завдовжки. Стебло прямостійні, прості або розгалужені від нижньої або середньої третини, голі. Прикореневі й нижні стеблові листки від ланцетних до лінійних, 15–40 × 0.3–0.5 см. Квіткові голови поодинокі чи скупчені по кілька. Віночки жовті. Зовнішні сім'янки 2.2–3 см. Папуси брудно білі, 2.2–2.8 см. 2n = 12.

## Поширення
Поширений у Європі крім островів і півночі, у західній частині Азії; натуралізований ПАР, Лесото, США, Канаді, Австралії.
В Україні зростає підвид Tragopogon dubius Scop. subsp. major (Jacq.) Vollmann (syn. Tragopogon major Jacq.) в степах, на сухих луках, лісових галявинах, у чагарниках. Іноді як бур'ян у посівах, садах, виноградниках — на всій території, звичайний.

## Галерея

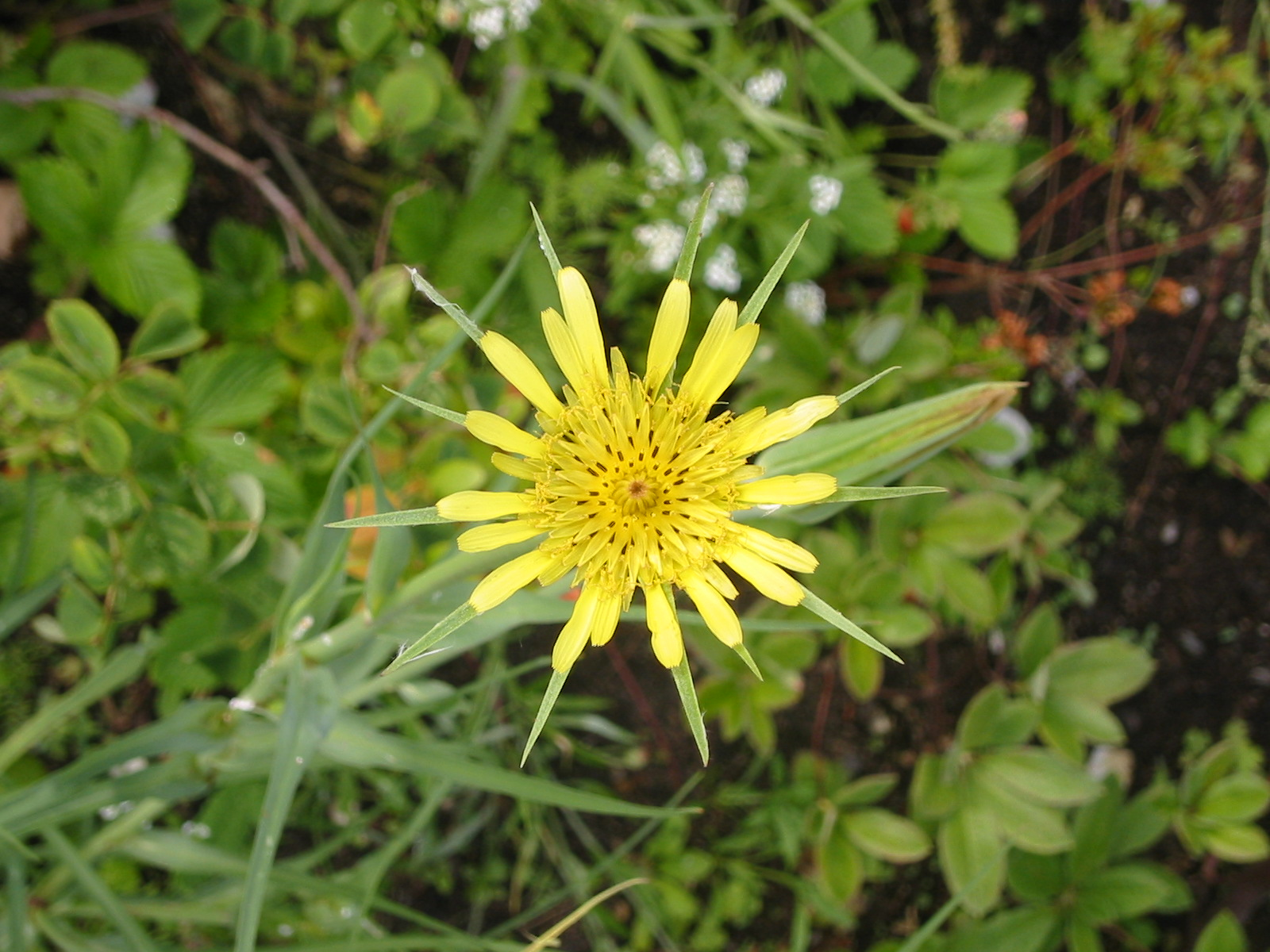
квіткова голова
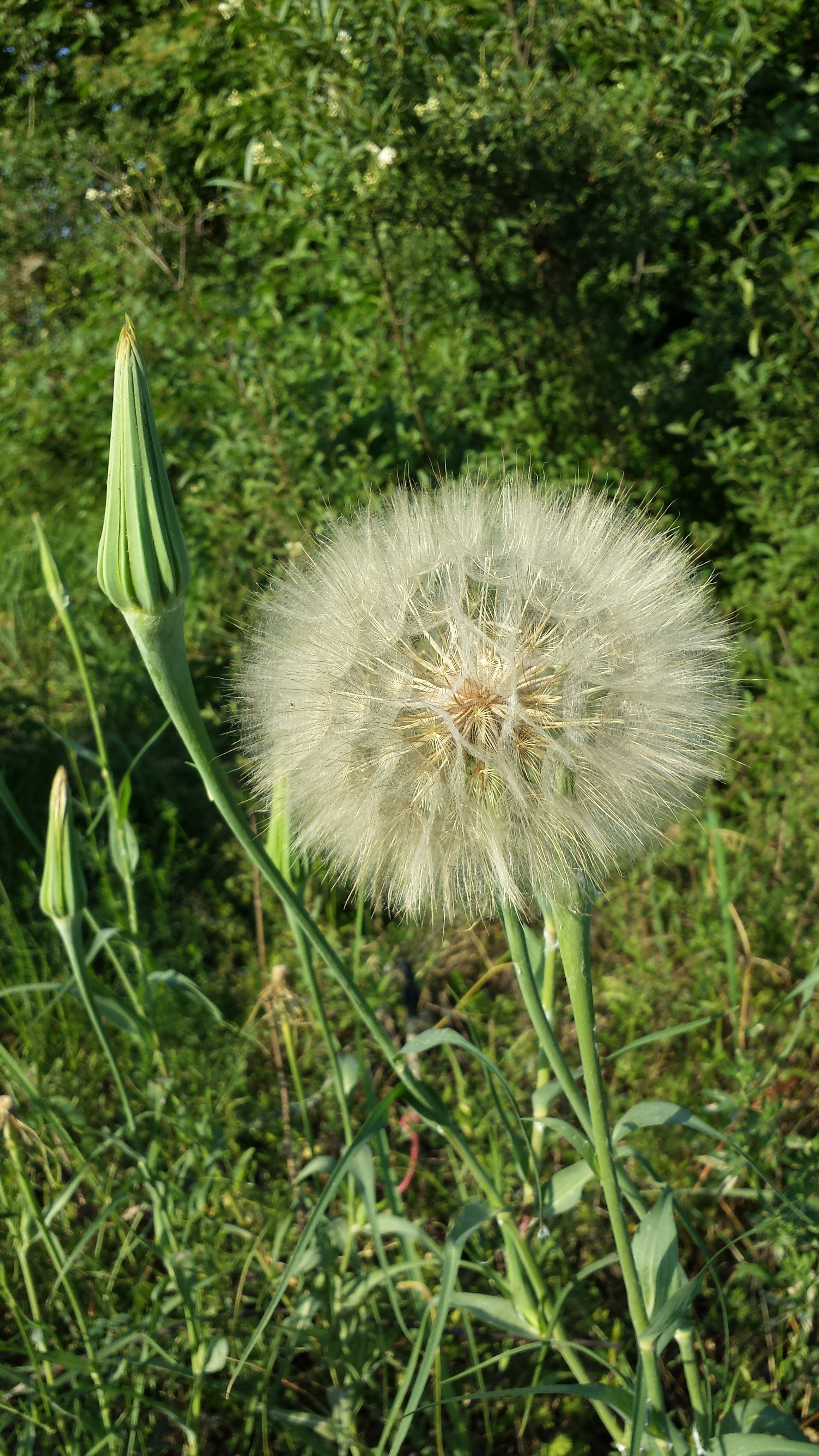
супліддя
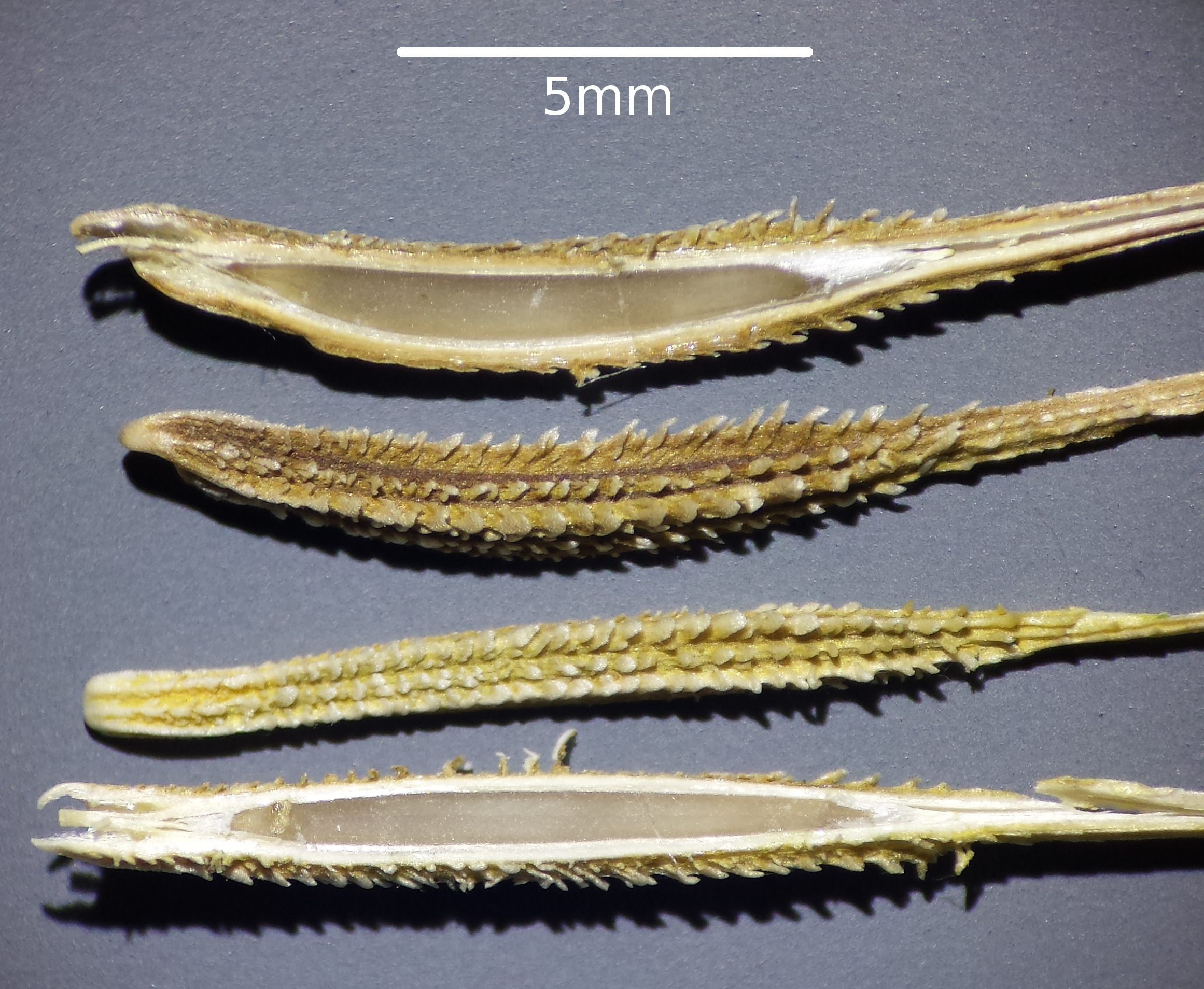
зрілі сім'янки
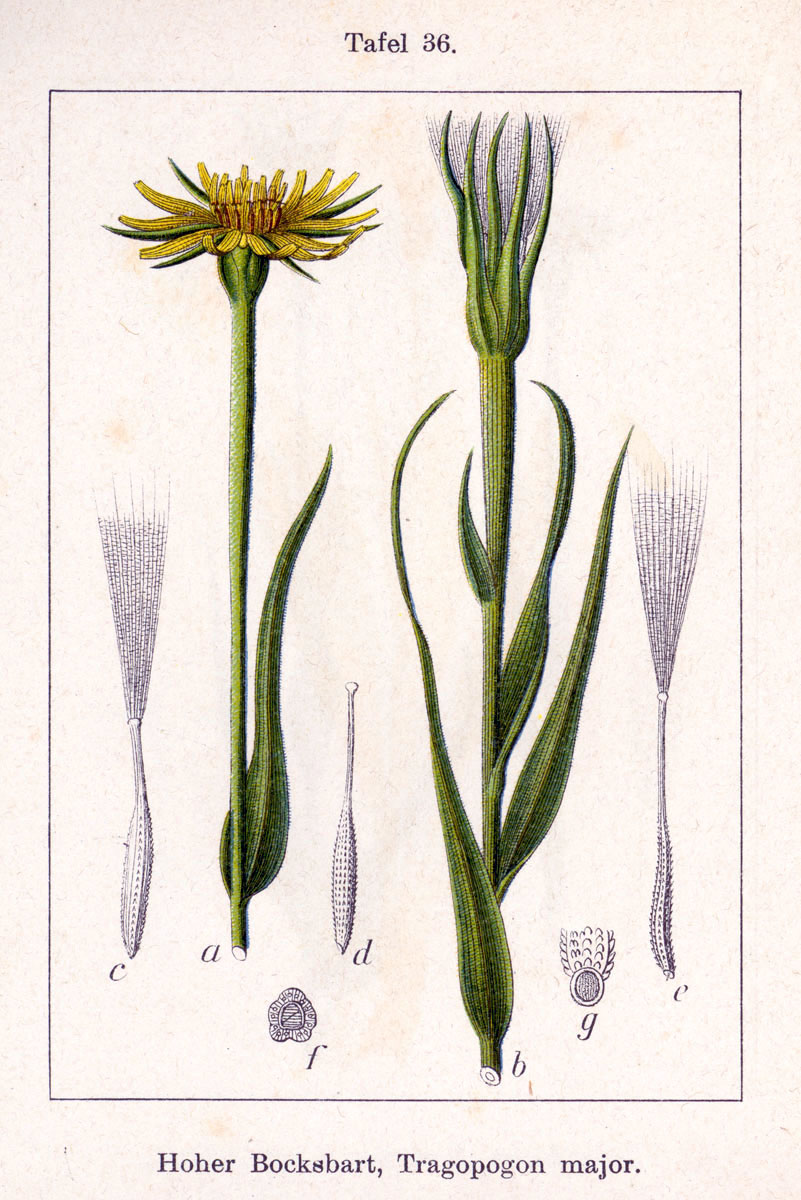
ілюстрація